# یواس‌سی و جی‌اس رنجر
یواس‌سی و جی‌اس رنجر (به انگلیسی: USC&GS Ranger) یک کشتی بود که طول آن ۱۴۵ فوت (۴۴ متر) بود. این کشتی در سال ۱۹۱۰ ساخته شد.